# Wolf Vostell

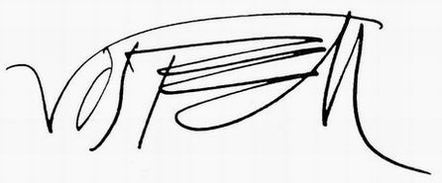
Signatuur

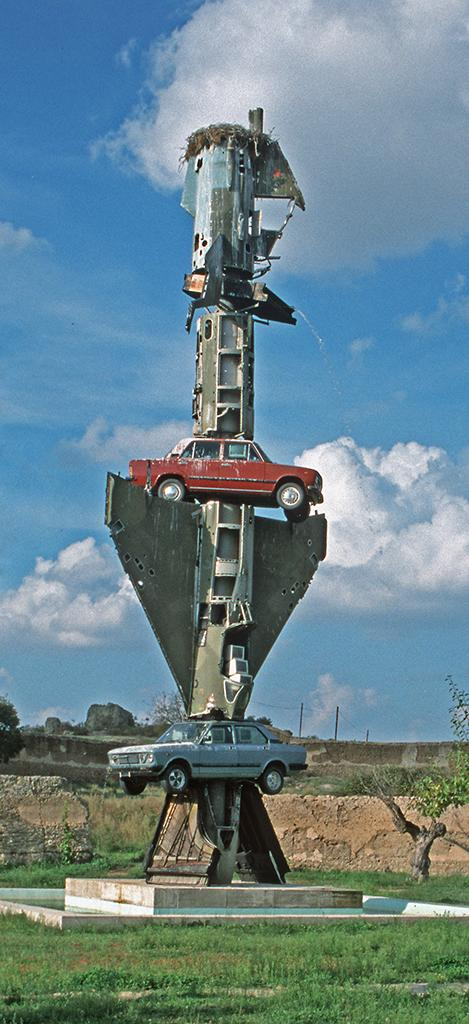
Museo Vostell Malpartida, Malpartida

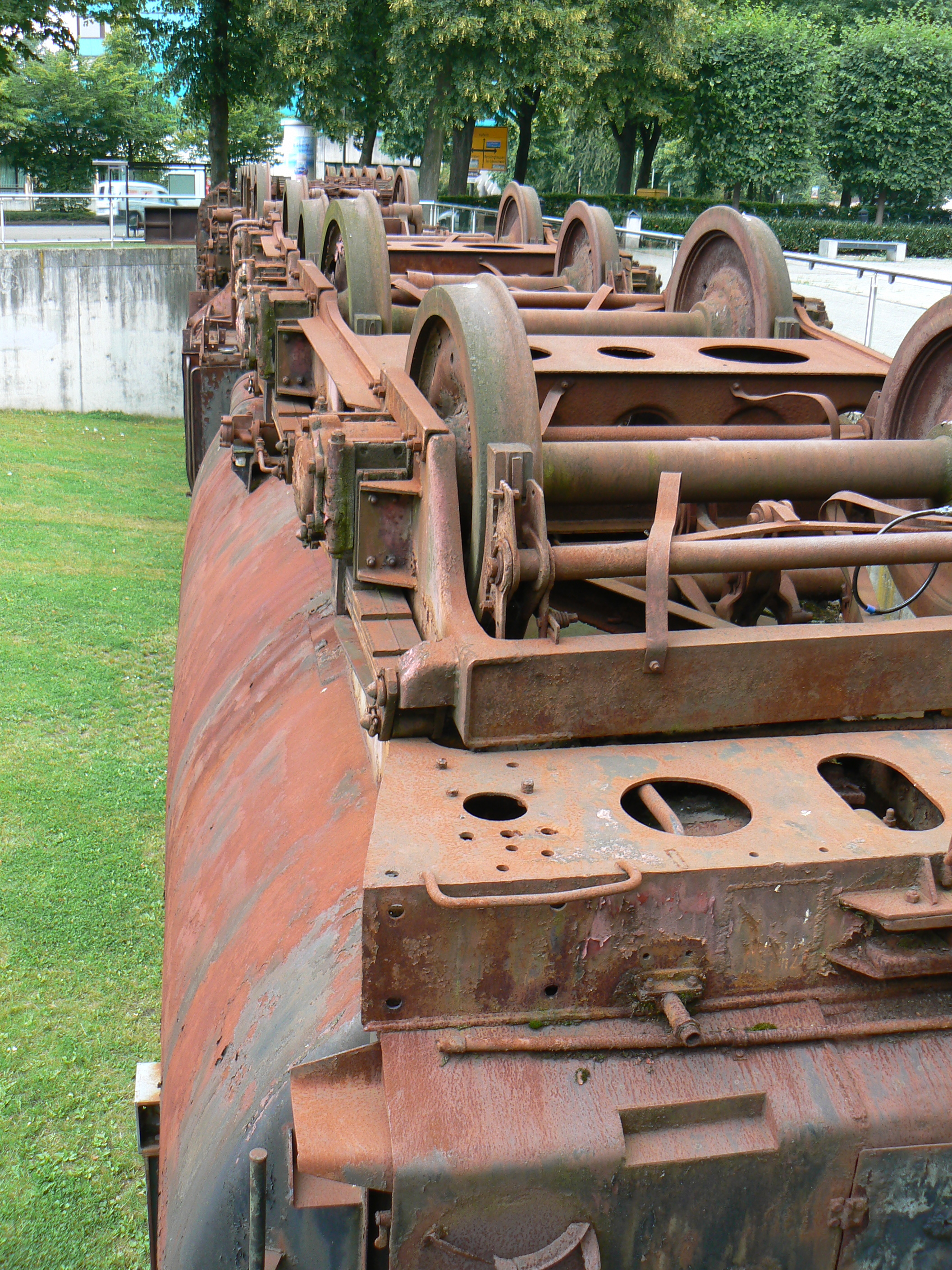
La Tortuga, 1988, Marl

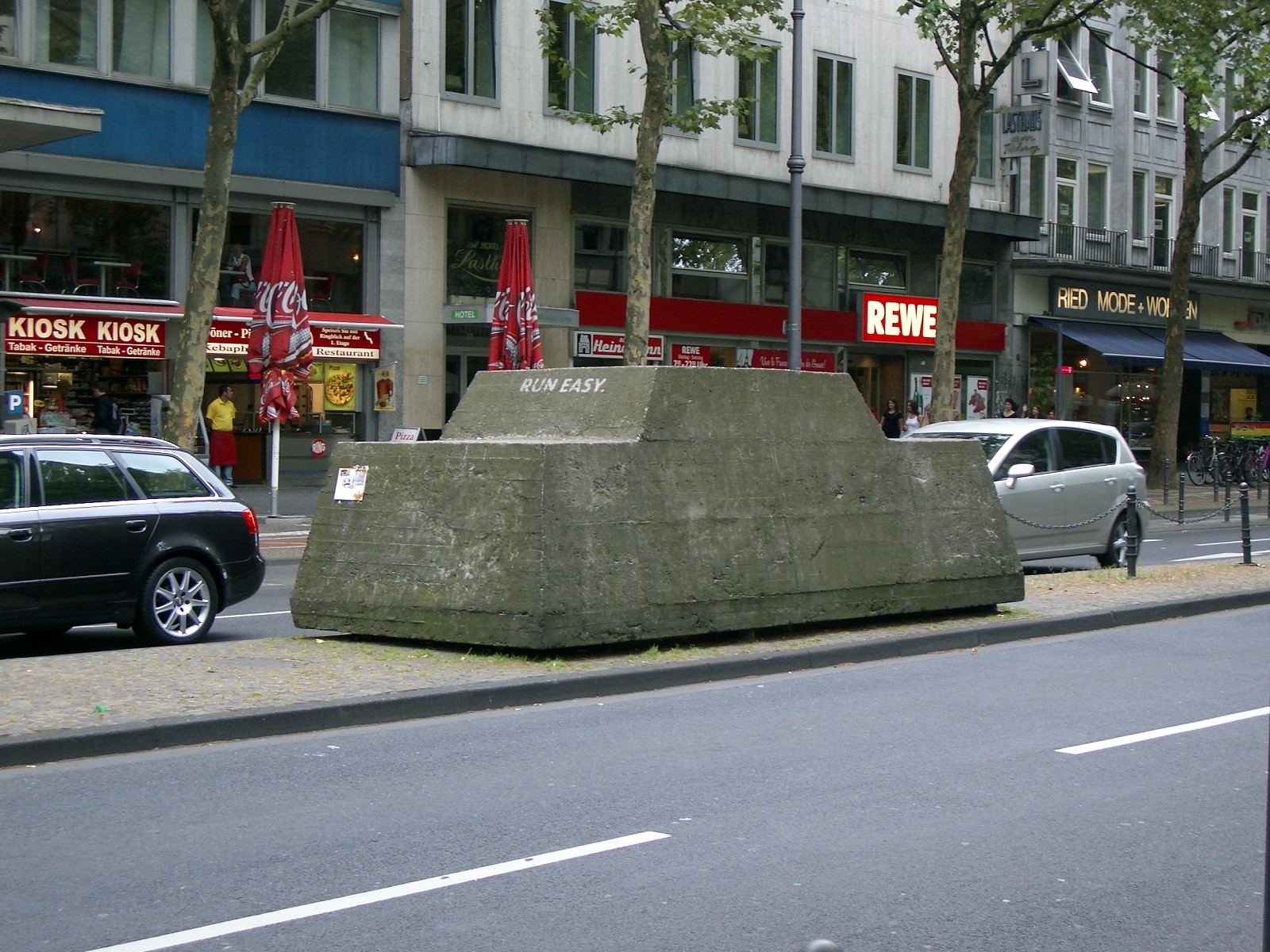
Ruhender Verkehr 1969, Keulen

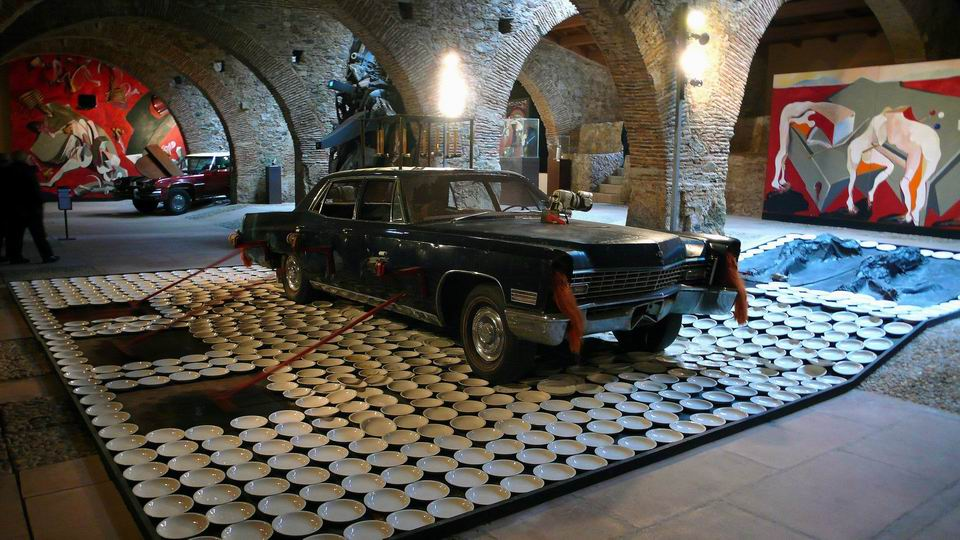
Museo Vostell Malpartida: Fiebre de Automóvil, 1973

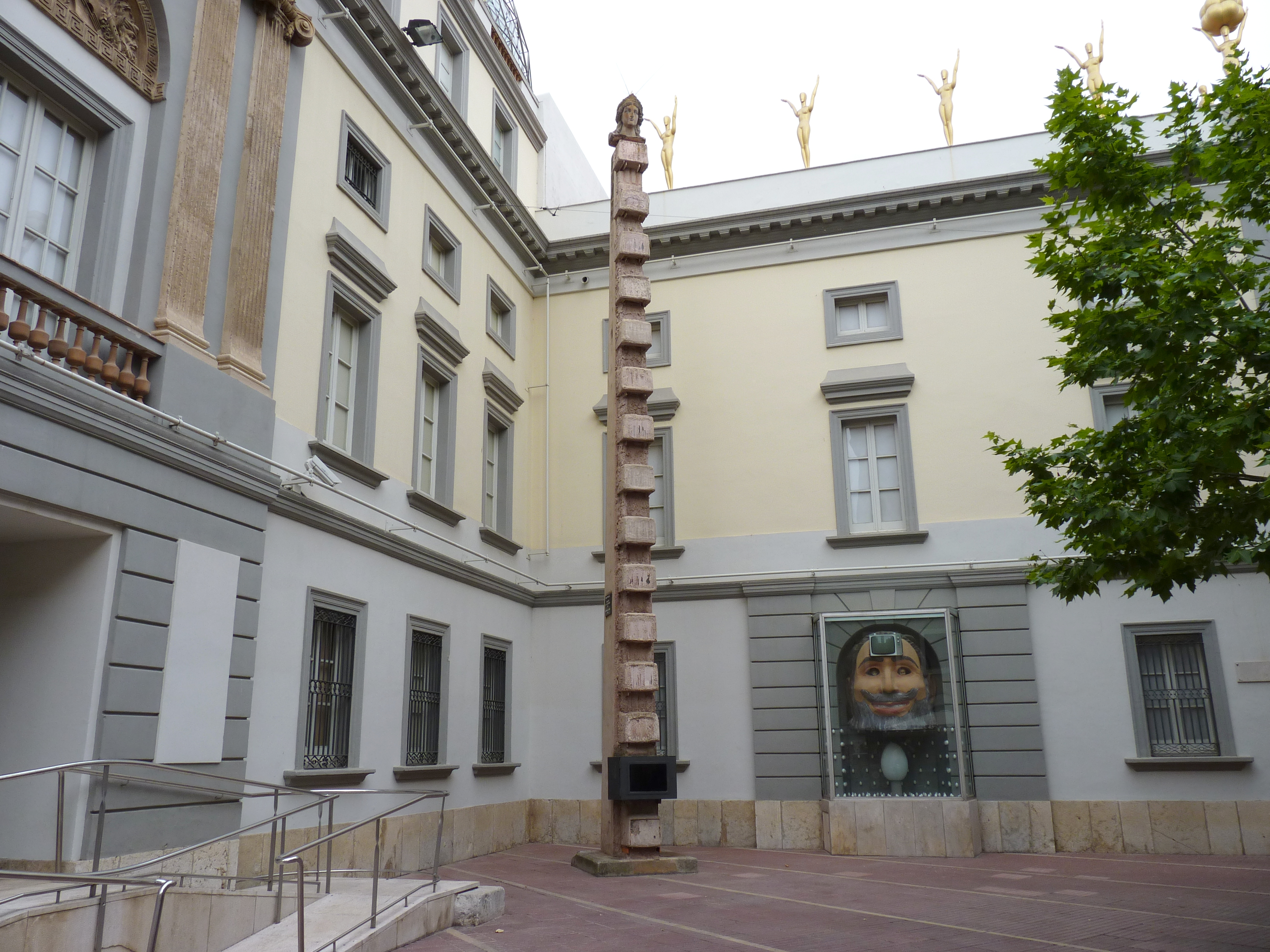
Figueres: Obelisco de la Television

Wolf Vostell (Leverkusen, 14 oktober 1932 – Berlijn, 3 april 1998) was een vooraanstaand Duits kunstschilder, beeldhouwer en performancekunstenaar, actief in de tweede helft van de twintigste eeuw. Hij wordt gezien als een pionier van de installatie, van de videokunst, van de environmentkunst, van de décollage, van de happening en van de Fluxusbeweging. Hij gebruikte in zijn werk verschillende methoden om tot een beeld te komen, zoals 'Dé-coll/age', Verwischung (vervaging), assemblage en betongieten.

## Levensloop
Vostell maakte in 1950 eerst tekeningen en schilderijen. In 1953 begon hij een studie lithografie en bezocht hij de kunstnijverheidsschool in Wuppertal. Na een bezoek aan Parijs vervaardigde hij in 1954 zijn eerste Dé-coll/ages. In 1955/1956 studeerde hij aan de École nationale supérieure des beaux-arts in Parijs en in 1957 aan de Kunstacademie Düsseldorf. In 1958 nam hij deel aan de eerste happening in Europa, die in Parijs plaatsvond en maakte zijn eerste werken met televisietoestellen en auto-onderdelen. Onder invloed van het werk van Karlheinz Stockhausen in de studio van de WDR uit 1954 maakte hij in 1959 ook een aantal elektronische werken die hij TV-Dé-coll/agen noemde. Dit werk gaat al in de richting van Fluxus, een kunststroming waarvan hij begin jaren 60 deel uitmaakt.
De openbare kunstacties van Wolf Vostell intensiveren zich in 1958 met zijn eerste happenings en het gebruik van televisietoestellen in zijn werk. Parallel aan het begin van zijn uitgebreide creatieve loopbaan begon hij in 1959 met zijn archief. Met grote volharding en continuïteit begon Vostell met het verzamelen van fotografische documenten, artistieke teksten, persartikels, uitnodigingen tot artistieke events, evenals persoonlijke correspondentie met kunstenaars zoals Nam June Paik, Joseph Beuys, Dick Higgins en vele anderen, en vooral boeken, die de kunstbewegingen weerspiegelden waarin hij zelf ook wekte.
In het begin van de jaren zestig was Vostell de pionier en essentiële figuur van de happening, de Fluxus en de videokunst, en het Vostell-archief is daarmee een belangrijke bron van documentatie over deze artistieke bewegingen. Een wezenlijk deel van het Vostell-archief is de fotocollectie die zijn omvangrijke en veelzijdige werk documenteert.
Het Vostell-archief bevat ook een algemene bibliotheek van ongeveer 6000 boeken over alle genres van de kunstgeschiedenis. Het totale archief omvat een kleine 50.000 documenten en vormt een belangrijke bron van informatie, onderzoek en inspiratie. Het archief is sinds 2006 gevestigd in het Museo Vostell in Malpartida en is toegankelijk voor belangstellende onderzoekers en publicisten.
Vostell was organisator van vele happenings, onder andere in New York, Berlijn, Keulen, Wuppertal en Ulm. In 1962 nam hij deel aan de voorbereidingen van het Festum Fluxorum in Wiesbaden en had daarvoor contact met Nam June Paik en George Maciunas.
In 1963 werd Vostell met zijn installatie 6 TV Dé-coll/age nu in Museum Reina Sofia in Madrid een voorloper in de videokunst en de installatie. In 1967 gaf hij zijn commentaar op de Vietnam-oorlog in de happening Miss Vietnam. Hij was in 1958 de eerste kunstenaar die een tv-toestel in zijn werk integreerde. Dit werk met de titel Das schwarze Zimmer is tegenwoordig opgenomen in de verzameling van de Berlinische Galerie. Andere vroege werken met TV's zijn Transmigratie I-III, (1958) en het environment Elektronischer dé-coll/age Happening Raum (1968). Vostell wordt soms ook gezien als een vertegenwoordiger van het kapitalistisch realisme. Hij richtte een aantal treinwagons in met zijn werk, de Fluxus Zug, die in 1981 in vijftien steden in Noordrijn-Westfalen te zien was.
In 1992 presenteerde de gemeente Keulen een grote retrospectieve tentoonstelling van Wolf Vostell, die in zes musea te zien was: Stadtmuseum Köln, Kunsthalle Köln, Reinisches Landesmuseum Bonn, Kunsthalle Mannheim, Museum Morsbroich in Leverkusen en Städtisches Museum Mülheim Ruhr. David Vostell maakte over deze retrospectieve een documentaire onder de titel Vostell 60 – Rückblick 92.
Er staan in beton gegoten auto-sculpturen van zijn hand in Keulen Ruhender Verkehr (1969), in Berlijn Zwei Beton Cadillacs in Form der nackten Maja (1987) en in Museo Vostell Malpartida VOAEX (1976) in Spanje en in Chicago Concrete Traffic (1970).

## Citaten (selectie)
- „Kunst ist Leben, Leben ist Kunst“, 1961
- „Ich erkläre den Frieden zum größten Kunstwerk“, 1979
- „Jeder Mensch ist ein Kunstwerk“, 1985

## Eerbetoon (selectie)
- 1981: Dozent, Internationale Sommerakademie Salzburg
- 1982: Premio Pablo Iglesias, Madrid
- 1990: Medaille de Paris
- 1992: Ereprofessoraat, Berlijn
- 1996: Berliner Bär, (B.Z.-Kulturpreis)
- 1997: Hannah Höch-prijs
- 1998: Medalla de Extremadura, Spanje (postuum)
- 1998: Paseo Wolf Vostell, Malpartida de Cáceres, Spanje (postuum)
- 1998: Ehrenbürger von Malpartida de Cáceres, Spanje (postuum)
- 2001: Wolf Vostell Straße, Leverkusen (postuum)

## Oeuvre (selectie)
- Korea Massaker, 1953[1]
- Zyklus Guadalupe, 1958
- Das schwarze Zimmer, 1958, Berlinische Galerie, Berlin
- Transmigracion, I-III, 1958[2]
- Das Theater ist auf der Straße, 1958 (happening)
- Rue de Buci, 1960 (Dé-coll/age)
- Ihr Kandidat, 1961, Haus der Geschichte der Bundesrepublik Deutschland (Dé-coll/age)
- Coca-Cola, 1961, Museum Ludwig, Keulen (Dé-coll/age)
- Cityrama, 1961 (happening)
- Wochenspiegel Beatles, 1961, Saarlandmuseum (Dé-coll/age)
- Marilyn Monroe, 1962,[3] (Dé-coll/age / Verwischung)
- Zyklus Kleenex, 1962, [Verwischung]
- Marilyn Monroe Idolo, 1963, (Dé-coll/age)
- 9-Nein-dé-coll/agen, Wuppertal, 1963 (happening)
- 6 TV Dé-coll/age, 1963, Installatie, Museo Nacional Centro de Arte Reina Sofía, Madrid
- You, 1964 (happening)
- Phaenomene, Berlijn, 1964 (happening)
- Miss Vietnam, Keulen, 1967 (happening)
- Goethe Heute, 1967, Sprengel Museum Hannover
- Hommage an Henry Ford und Jaqueline Kennedy, 1967, Ludwig Museum (installatie)
- Elektronischer Dé-coll/age Happening Raum, Installatie, 1968, Neue Nationalgalerie, Berlin
- Hours of fun, 1968,[4] Dé-coll/age und Verwischung, Berlinische Galerie, Berlijn
- Miss America, 1968,[5] Verwischung Museum Ludwig, Keulen
- Jetzt sind die Deutschen wieder Nr.1 in Europa, 1968, Germanisches Nationalmuseum
- B-52 - statt Bomben, 1968[6]
- Ruhender Verkehr, 1969, Keulen (betonnen beeld)
- Concrete Traffic, 1970, Chicago
- Heuschrecken, 1970, Museum Moderner Kunst Stiftung Ludwig Wien, MUMOK
- Auto-Fieber, 1973,[7] Museo Vostell Malpartida, Malpartida de Cáceres
- VOAEX, 1976, (Viajes de (H)ormigon por la Alta Extremadura), Museo Vostell Malpartida
- Meine Kämme sind aus Zucker, 1980[8]
- Die Winde, 1981[9][10]
- Die Steine, 1981
- Taxistand, 1983
- Beton Tango, 1985
- Zyklus Milonga, 1986
- Zyklus Majas, 1986
- Mythos-Berlin, 1987, Museo Vostell Malpartida
- Zwei Beton Cadillacs in Form der nackten Maja, 1987, Rathenauplatz, Berlijn
- La Tortuga, 1988, Marl
- Schule von Athen, 1988, Rheinisches Landesmuseum Bonn, Bonn
- Tauromaquia mit BMW-Teil, 1988
- Zyklus Der Fall der Berliner Mauer, 1989
- 9. November 1989, 1989
- Berlin, 1990
- Le Choc, 1990
- Tauromaquia mit Geige, 1991
- Auto-TV-Hochzeit, 1991[11], Zentrum für Kunst und Medientechnologie
- Kafkas Boot[12] , 1991
- Zyklus Weinende, Hommage an Anne Frank, 1992
- Arc de Triomphe N°1, 1993
- A-Z, 1995, Museo Extremeño e Iberoamericano de Arte Contemporáneo
- Drei Grazien auf dem Weg zum Ende des XX. Jahrhunderts, 1995
- Jesus mit TV Herz, 1996
- Shoah, 1997
- Blaue Maja I, 1997
- Ritz, 1998

## Tentoonstellingen (selectie)
- 1966: Bilder, Verwischungen, Happening-Notationen 1961-1966, Kölnischer Kunstverein, Keulen
- 1970: happening & fluxus, Kölnischer Kunstverein, Keulen
- 1974: Retrospektive, Neue Nationalgalerie, Berlijn
- 1974: Retrospektive, Musée d’art moderne de la Ville de Parijs
- 1977: documenta 6, Kassel
- 1978: Bilder 1959–1974, Museo de Arte Contemporaneo, Madrid
- 1980: Bilder 1959–1979, Kunstverein Braunschweig
- 1980: Fluxus Zug in Nordrhein-Westfalen
- 1982: Die gesamte Druckgrafik, Bibliothèque nationale de France, Parijs
- 1992: Retrospektive, Rheinisches Landesmuseum Bonn, Josef-Haubrich-Kunsthalle, Keulen, Kölnisches Stadtmuseum, Museum Morsbroich Leverkusen, Städtische Kunsthalle Mannheim
- 2006: Die gesamte Druckgrafik, Kunsthalle Bremen
- 2007: Wolf Vostell Meine Kunst ist der ewige Widerstand gegen den Tod,[13] Rheinisches Landesmuseum Bonn
- 2008: Wolf Vostell Mon art est la résistance éternelle à la mort, Carré d'Art-Musée d'Art Contemporain de Nîmes
- 2010: Das Theater ist auf der Straße, Die Happenings von Wolf Vostell, Museum Morsbroich, Leverkusen
- 2010: Wolf Vostell Artista Europeo, Fondazione Mudima, Milaan
- 2014: Beuys Brock Vostell. Aktion Demonstration Partizipation 1949-1983. ZKM - Zentrum für Kunst und Medientechnologie, Karlsruhe.
- 2022: Boris Lurie & Wolf Vostell: Kunst na Auschwitz. Kunstmuseum Den Haag

## Afbeeldingen

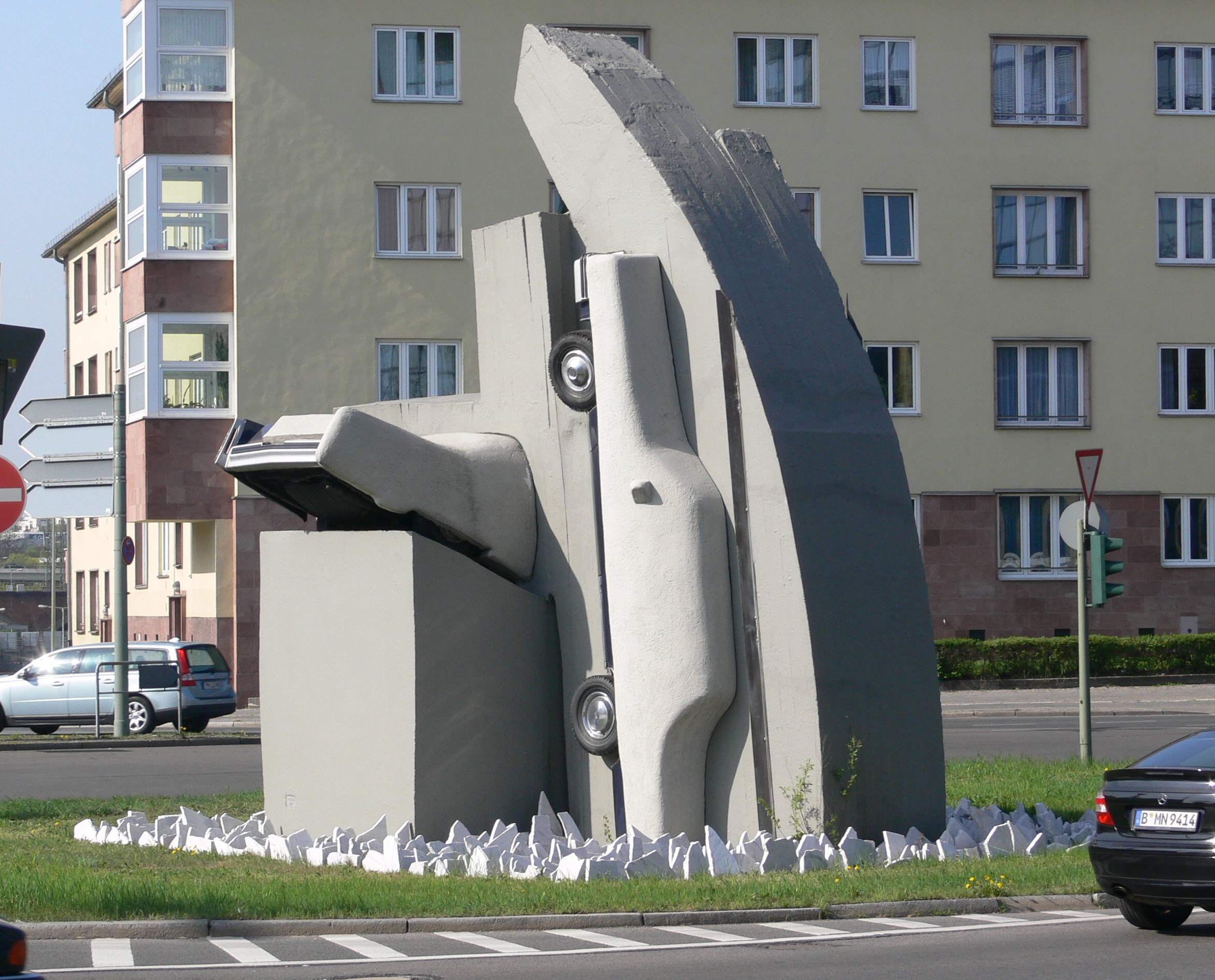
Wolf Vostell, Zwei Beton Cadillacs in Form der nackten Maja, 1987, Rathenauplatz, Berlijn
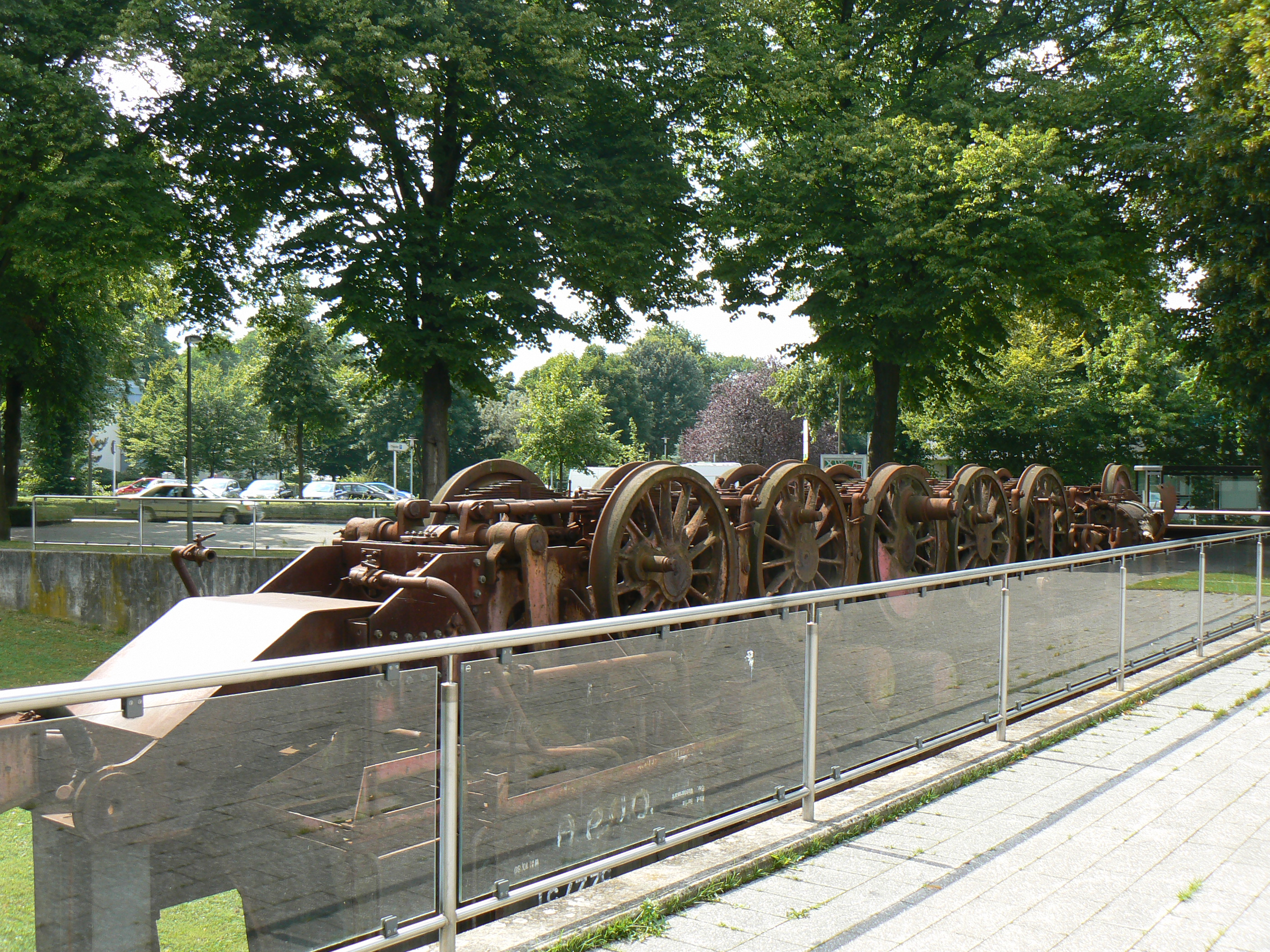
Wolf Vostell, La Tortuga, 1988, Marl
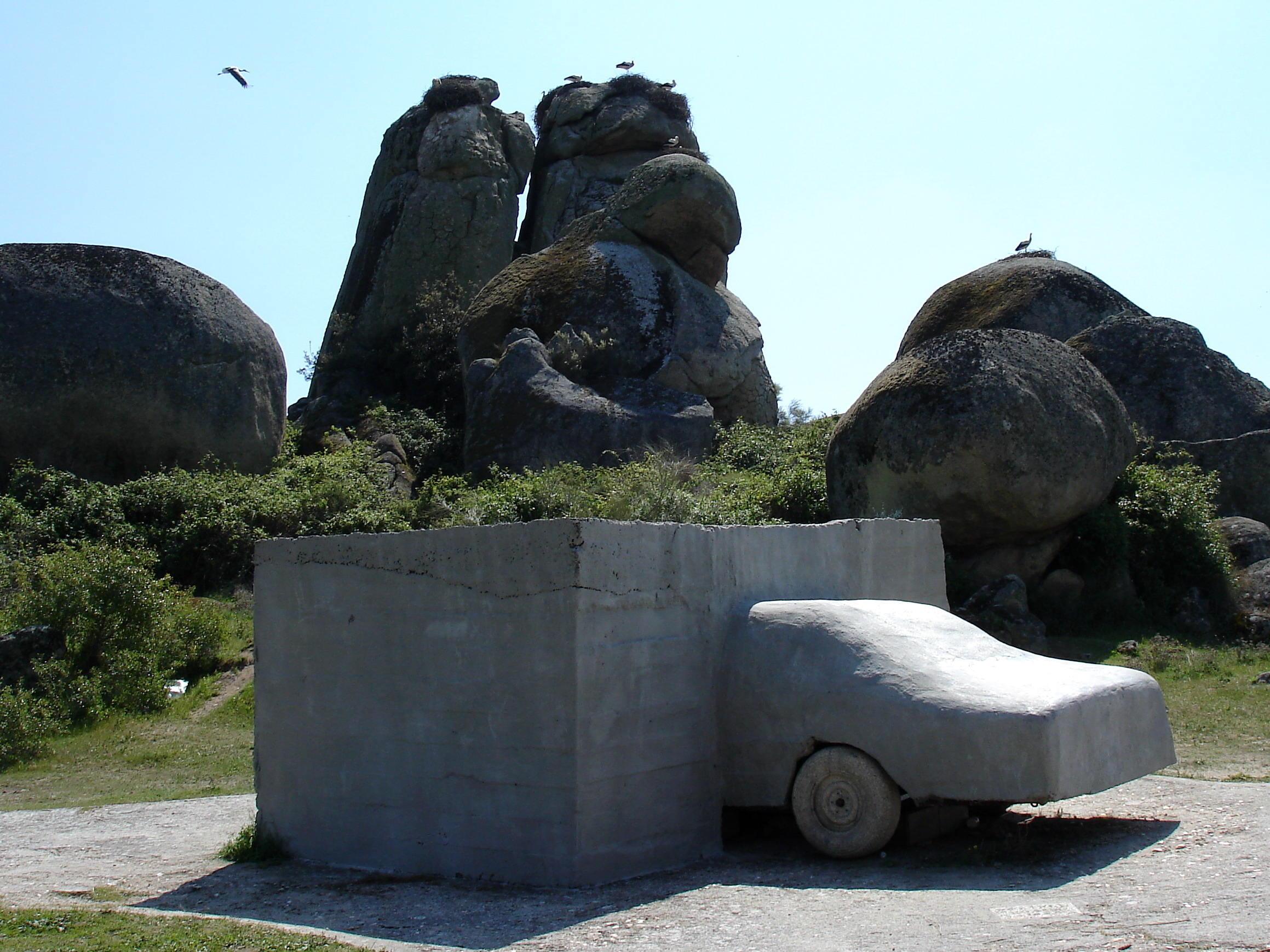
Wolf Vostell, VOAEX, 1976, Museo Vostell Malpartida, Malpartida de Caceres, Spanje